# Ivan Dreyfus
Pour les articles homonymes, voir Dreyfus.
Ivan Dreyfus (né le 24 juin 1884 à Aarburg ; mort le 8 février 1975 à Neuilly-sur-Seine,) est un footballeur du début du XXe siècle et médecin suisse. Il évolue au poste de gardien de but.

## Carrière

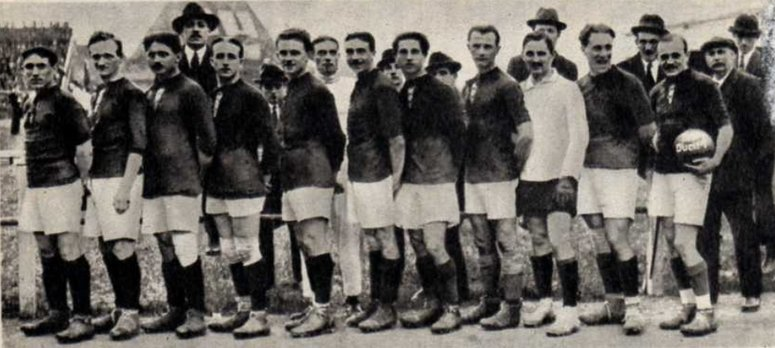
Le CA Paris vainqueur de la Coupe de France 1920 avec de gauche à droite Allègre, McDewitt, Mesnier, Dupé, Poullain, Bigué, Vanco, Gravier, Dreyfus, Pache et Bard (capitaine)

Entre 1906 et 1914, Ivan Dreyfus fait partie de l'effectif du Servette de Genève,,,,,. En 1907, il est champion de Suisse avec le club.
Au sortir de la Première Guerre mondiale, il joue dans le club du Cercle athlétique de Paris, avec lequel il remporte la Coupe de France 1919-1920. Ses coéquipiers sont alors entre autres les internationaux français Henri Bard, Marcel Vanco, Maurice Bigué, André Allègre, André Poullain, Ernest Gravier et Louis Mesnier, ainsi que l'international suisse Robert Pache.
Ivan Dreyfus est également international suisse à six reprises et participe notamment au match Suisse - Allemagne du 5 avril 1908, qui est la première rencontre internationale de la sélection allemande.